# Harvard Stadium
Le Harvard Stadium est un stade de football américain situé à Boston, Massachusetts. Où les équipes de Harvard viennent jouer ou s’entraîner

## Événements
- Concert de Bob Marley & The Wailers, 21 Juillet 1979
- Match des étoiles de la Major League Lacrosse, 8 juillet 2007
- Coupe Steinfeld, 24 août 2008

## Photographies

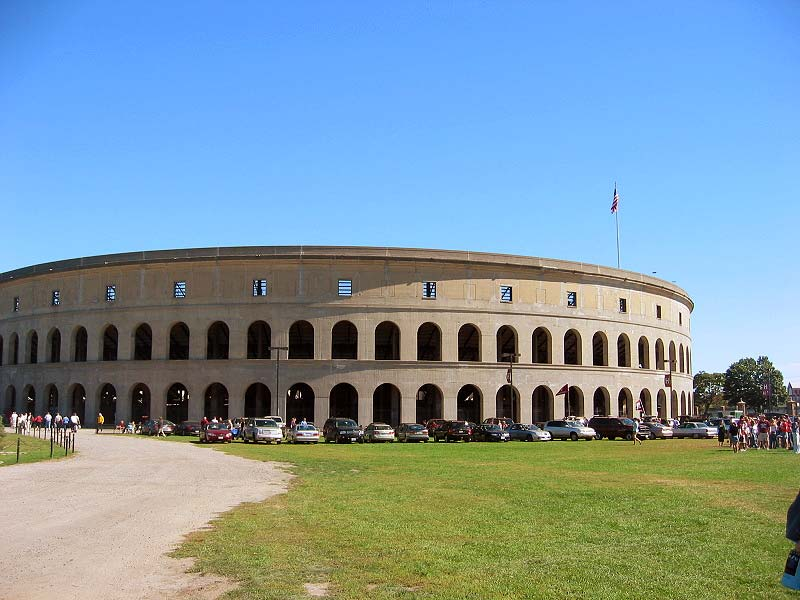
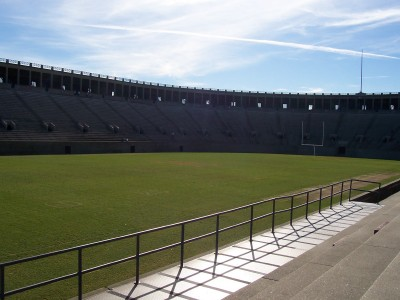
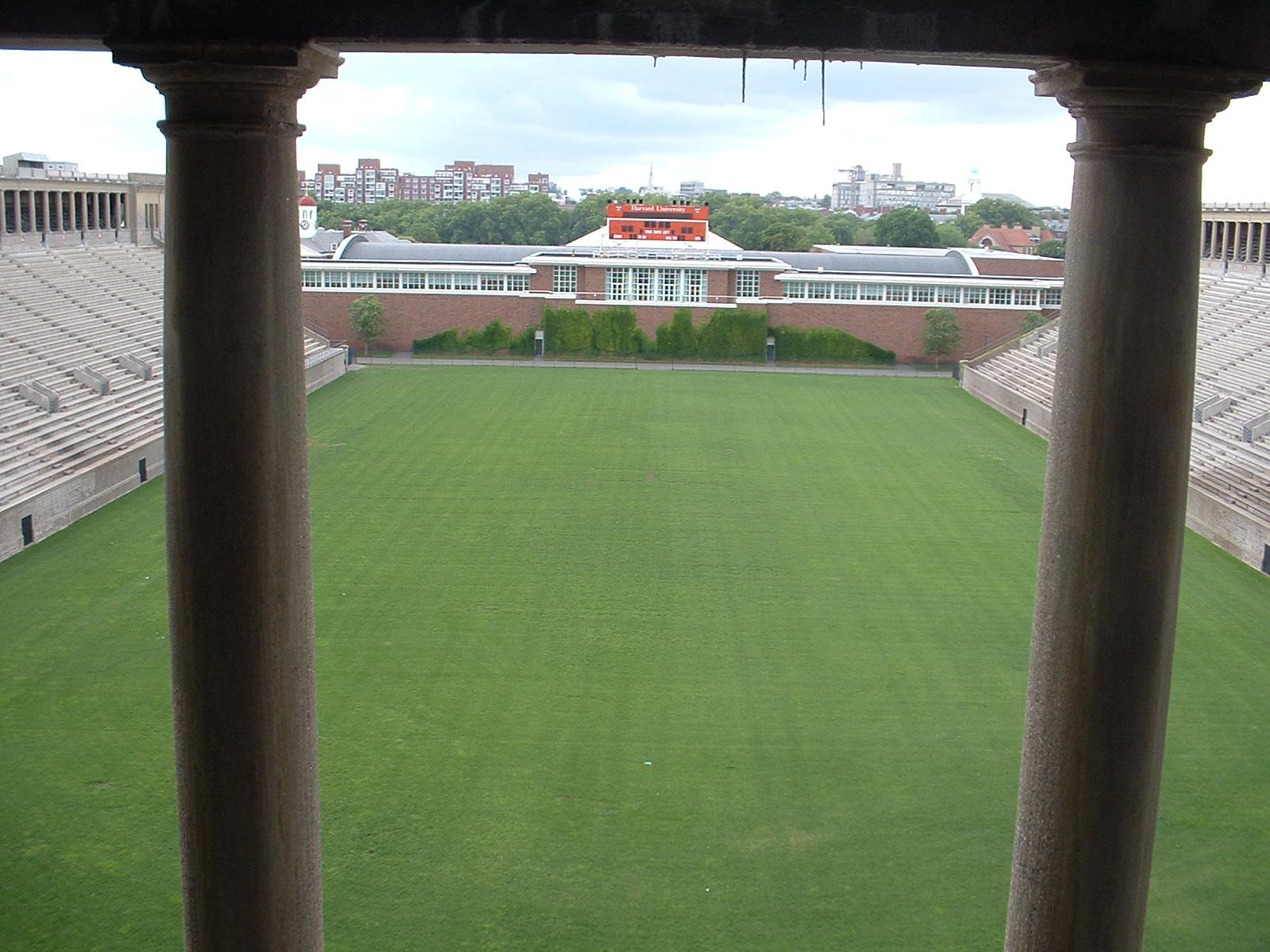
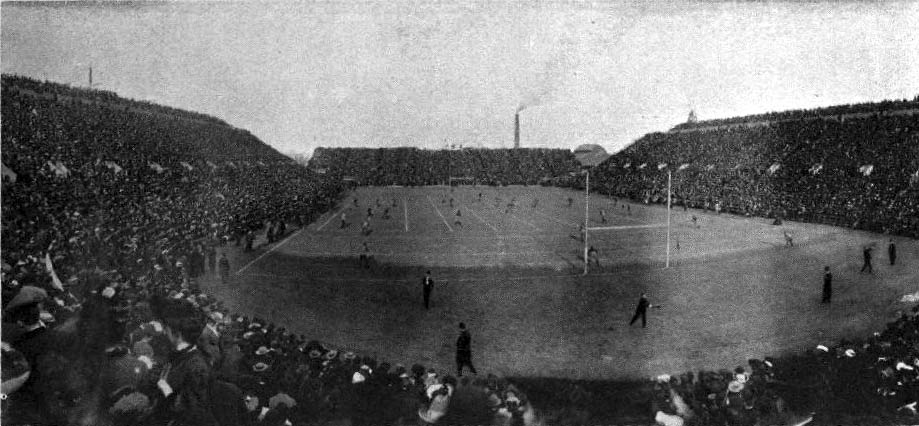
Photo en 1903.